# آگامای صخره ای سر زرد
آگامای صخره ای سر زرد روی  صخره های آهکی با شکاف های زیاد، برآمدگی ها یا دیوارهای صخره‌ای، دیوار خانه ها و دیوارهای کاه گلی زندگی می‌کنند.
معمولاً هنگام احساس خطر در زیر سنگها یا شکاف صخره ها پنهان میشوند.
پراکنش جهانی: ایران، پاکستان

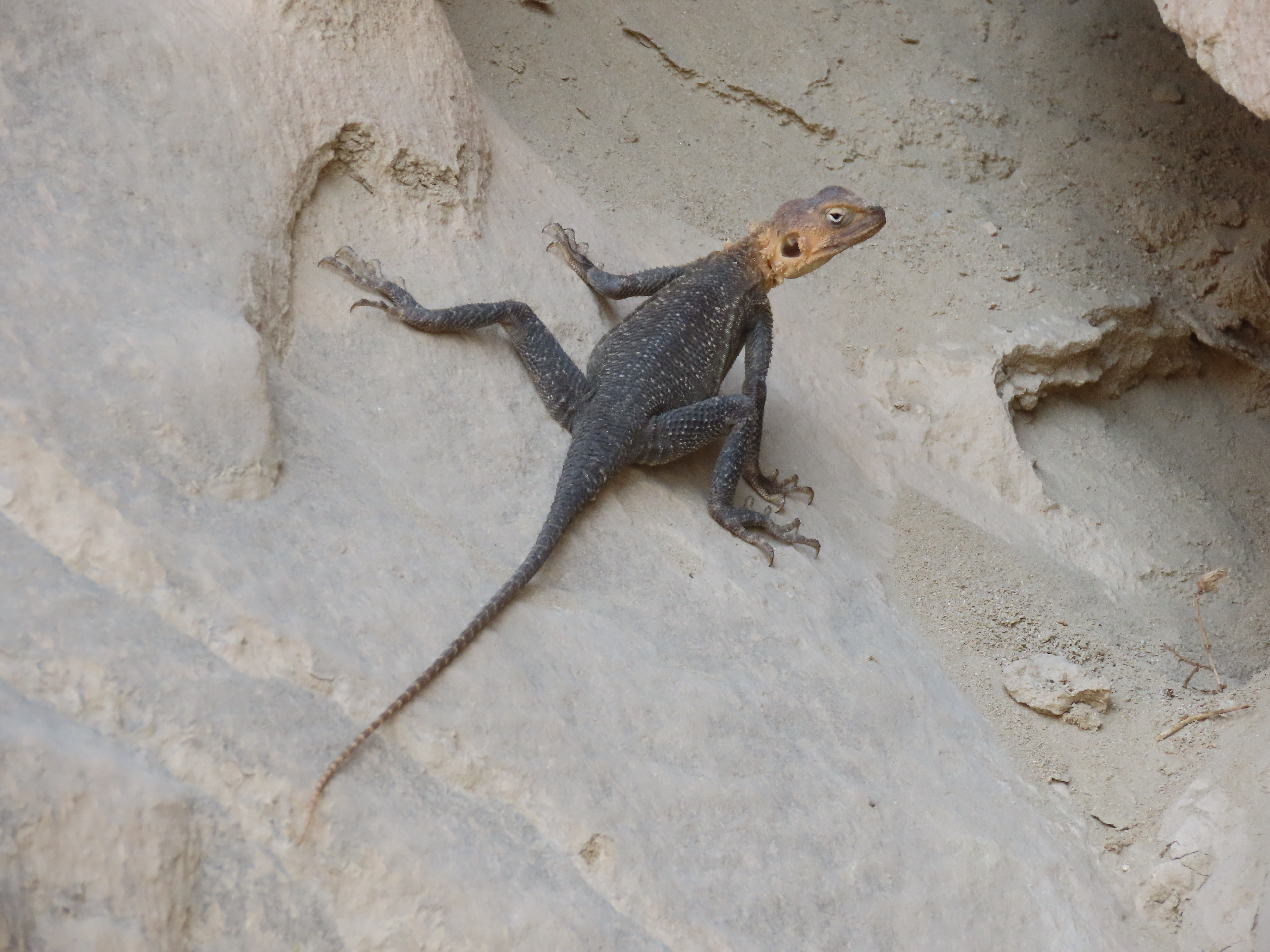

پراکنش در ایران: سیستان و بلوچستان، هرمزگان.
اندازه: طول پوزه تا مخرج ۱۶۴ و طول دم ۳۴۴ میلیمتر است.
دارای ۱۶ تا ۲۰ پولک درشت در قسمت میانی بدن که به صورت اریب آرایش یافته‌اند. در ناحیه پشت گردن چین خوردگی پوستی ندارد.